# سالیف دیایو
سالیف دیایو (انگلیسی: Salif Diao؛ زادهٔ ۱۰ فوریهٔ ۱۹۷۷) یک بازیکن فوتبال اهل سنگال است.
وی همچنین در تیم ملی فوتبال سنگال بازی کرده‌است.